# Saharapomp-hypothese
De Saharapomp-hypothese is een hypothese van Andrew Sherratt die de trek van mensen en dieren vanuit Afrika naar nieuwe gebieden verklaart op basis van abrupte klimaatveranderingen. In periodes van in ieder geval enkele duizenden jaren waarin sprake was van veel regenval zou in de Sahara een aantrekkelijker omgeving ontstaan voor plant en dier. Deze groene Sahara zou geen barrière meer zijn, wat migratie al mogelijk zou maken. Zodra de droogte weer toesloeg, werd migratie zelfs noodzakelijk voor de grootste groepen, waarvan een deel naar het noorden in de richting van Eurazië getrokken zal zijn. Vermoed wordt dat dit meerdere migratiegolven in gang heeft gezet, onder andere tijdens het Holoceen subpluviaal.